# Granollers de Rocacorba
Granollers de Rocacorba és un poble disseminat del municipi de Sant Martí de Llémena (Gironès), al vessant oest de la serra de Rocacorba. L'església parroquial està dedicada a Santa Maria i és a prop de l'antic castell de Granollers, que fou el centre de la baronia de Granollers.
Segons en Joaquim Botet i Sisó, ha estat també anomenat Granollers del Gironès i Granollers d'Empordà.